# Міхалувка (Холмський повіт)
Міхалувка (пол. Michałówka) — село в Польщі, у гміні Дорогуськ Холмського повіту Люблінського воєводства.
Населення — 225 осіб (2011).
У 1975-1998 роках село належало до Холмського воєводства.

## Демографія
Демографічна структура станом на 31 березня 2011 року:
|          | Загалом | Допрацездатний вік | Працездатний вік | Постпрацездатний вік |
| -------- | ------- | ------------------ | ---------------- | -------------------- |
| Чоловіки | 110     | 27                 | 71               | 12                   |
| Жінки    | 115     | 18                 | 73               | 24                   |
| Разом    | 225     | 45                 | 144              | 36                   |